# 北群馬郡
北群馬郡（日语：／ Kitagunma gun */?）是群馬縣的一郡。人口33,049人、面積48.44km²。（2007年）
現轄有以下1町1村：
- 吉岡町
- 榛東村